# 영웅: 샐러멘더의 비밀
《영웅: 샐러멘더의 비밀》(러시아어: Ключ Саламандры)은 2011년애 개봉한 러시아의 액션 영화이다.

## 캐스팅
- 김보성 : 장현우 역
- 표도르 에멜리아넨코 : 표도르 역
- 룻거 하우어 : 헌트 역
- 마이클 매드슨 : 릭 역
- 브라힘 아캅바케
- 제프리 지울리아노 : 원 아이 존 역
- 러셀 제프리 뱅스
- 파웰 데라그 : 이반 역
- 알렉세이 고르부노브 : 제너럴 역
- 발레리 니코라에브 : 사냐 역
- 게가드 무사시
- 수니사 종사와트